# Rau mầm

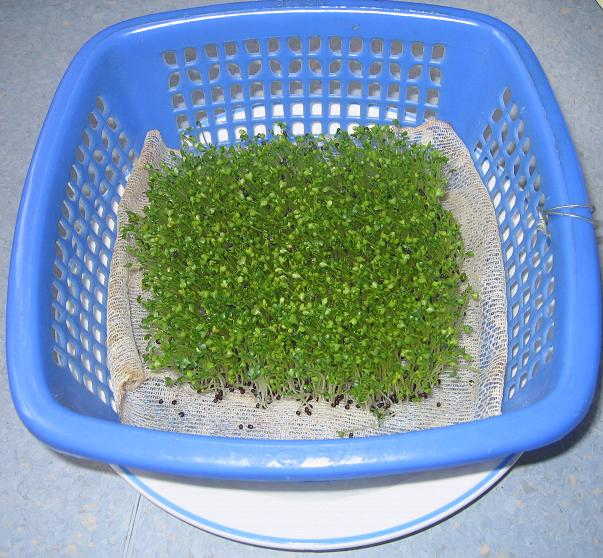
Rau cải mầm khoảng 4 ngày tuổi, trồng không cần đất.

Rau mầm là rau được canh tác trong thời gian ngắn, thu hoạch sau chỉ 5 đến 7 ngày sau khi gieo hạt.
Rau mầm dễ tiêu hóa, có nhiều vitamin, chất khoáng hữu cơ, amino acid, chất đạm, các enzym có ích, và các chất phytochemical, do các chất này cần thiết để cho cây mới nảy mầm có thể phát triển. Các chất dinh dưỡng này rất quan trọng đối với sức khỏe con người.

## Các loại rau mầm
Hiện nay, có bốn loại giống rau mầm chính được sử dụng:
1. Rau mầm cải củ
2. Rau mầm hướng dương
3. Rau mầm rau muống
4. Rau mầm đậu phụng

## Phương pháp trồng
Dù có nhiều cách trồng khác nhau đang được phổ biến, tuy nhiên, nhìn chung cách trồng rau mầm thường theo các bước sau:
1. Chuẩn bị dụng cụ: Bộ KIT đa dụng bao gồm: khay trồng, túi giá thể, túi hạt giống, tờ hướng dẫn trồng rau.
2. Ngâm hạt giống: thường theo tỷ lệ 3 nóng, 2 lạnh, ngâm trong khoảng 3-6 tiếng tùy loại hạt giống.
3. Ủ hạt giống: hạt giống sau khi ngâm được ủ kín trong 1 đến 2 ngày để hạt nứt ra.
4. Gieo trên giá thể: rải hạt mầm đã nứt lên giá thể với tỷ lệ thích hợp cho từng loại hạt giống, vẫn che kín khoảng 1 đến 2 ngày cho cây nảy mầm.
5. Sau 3 – 4 ngày thì mở hẳn các khay, xếp lên giá hoặc thành hàng ở nơi sáng để rau dần chuyển sang màu xanh.
6. Thu hoạch: Sau 5 – 7 ngày trồng có thể thu hoạch, thu hoạch bằng cách: dùng dao, kéo cắt sát bề mặt giá thể.